# Tybalmia
Tybalmia is een kevergeslacht uit de familie van de boktorren (Cerambycidae). De wetenschappelijke naam van het geslacht werd voor het eerst geldig gepubliceerd in 1868 door Thomson.

## Soorten
Tybalmia omvat de volgende soorten:
- Tybalmia breuningi Dillon & Dillon, 1952
- Tybalmia caeca Bates, 1872
- Tybalmia funeraria Bates, 1880
- Tybalmia ianthe Dillon & Dillon, 1945
- Tybalmia mydas (Lucas, 1859)
- Tybalmia orbis Dillon & Dillon, 1945
- Tybalmia pixe Dillon & Dillon, 1945
- Tybalmia pupillata (Pascoe, 1859)
- Tybalmia tetrops Bates, 1872